# Almetievsk
Almetievsk (en russe : Альметьевск, en tatar : Әлмәт, Älmät) est une ville de la République du Tatarstan, en Russie. Sa population s'élève à 157 310 habitants en 2019.

## Géographie
Almetievsk est arrosée par la rivière Zaï, un affluent de la Kama, et se trouve à 52 km au nord-ouest de Bougoulma, à 226 km au sud-est de Kazan et à 933 km à l'est de Moscou.

## Histoire
Almetievsk a été créée en 1950 autour d'un centre pétrochimique transformant le pétrole extrait dans la région et a le statut de ville depuis 1953.
Elle abrite le siège de Tatneft, compagnie pétrolière russe qui fait partie de l'indice RTS.

## Population
Recensements (*) ou estimations de la population
| 1939* | 1959*  | 1970*  | 1979*   | 1989*   | 2002*   | 2010*   |
| ----- | ------ | ------ | ------- | ------- | ------- | ------- |
| 3 100 | 50 949 | 87 092 | 109 579 | 129 008 | 140 437 | 146 393 |

| 2013    | 2014    | 2015    | 2016    | 2017    | 2018    | 2019    |
| ------- | ------- | ------- | ------- | ------- | ------- | ------- |
| 149 044 | 149 894 | 151 157 | 152 580 | 154 262 | 155 988 | 157 310 |

## Sport
Le club de hockey sur glace de la ville, le Neftianik Almetievsk, évolue dans la seconde division du championnat russe.